# Rhizogene symphoricarpi
Rhizogene symphoricarpi är en svampart som först beskrevs av Syd. & P. Syd., och fick sitt nu gällande namn av Syd. & P. Syd. 1921. Rhizogene symphoricarpi ingår i släktet Rhizogene och familjen Venturiaceae.   Inga underarter finns listade i Catalogue of Life.